# Ferrysburg
Ferrysburg es una ciudad ubicada en el condado de Ottawa en el estado estadounidense de Míchigan. En el Censo de 2010 tenía una población de 2892 habitantes y una densidad poblacional de 311,12 personas por km².

## Geografía
Ferrysburg se encuentra ubicada en las coordenadas 43°5′16″N 86°13′37″O / 43.08778, -86.22694. Según la Oficina del Censo de los Estados Unidos, Ferrysburg tiene una superficie total de 9.3 km², de la cual 7.73 km² corresponden a tierra firme y (16.8%) 1.56 km² es agua.

## Demografía
Según el censo de 2010, había 2892 personas residiendo en Ferrysburg. La densidad de población era de 311,12 hab./km². De los 2892 habitantes, Ferrysburg estaba compuesto por el 95.82% blancos, el 0.48% eran afroamericanos, el 0.62% eran amerindios, el 0.55% eran asiáticos, el 0.03% eran isleños del Pacífico, el 0.52% eran de otras razas y el 1.97% pertenecían a dos o más razas. Del total de la población el 2.46% eran hispanos o latinos de cualquier raza.